# Reichseisenbahnfeldlokomotivenfall
Der Reichseisenbahnfeldlokomotivenfall ist ein Rechtsstreit, der 1959 vom VII. Zivilsenat des Bundesgerichtshofs entschieden wurde.

## Sachverhalt
Gegenstand des Streites waren sieben Feldbahnlokomotiven, die 1944 bei Wilna eingesetzt waren. Diese wurden beim Vorrücken der Roten Armee verladen und nach Schlesien fehlgeleitet. Dort wurden die Lokomotiven entladen und abgestellt, woraufhin eine Arbeitsgemeinschaft diese am 12. März 1945 in Besitz nahm und von der Bahnmeisterei, die ausweislich einer Versandanzeige wusste, wem diese gehören, wiederum verladen ließ. Die Lokomotiven wurden daraufhin nach Essen transportiert und dort im August und September 1945 durch die Reichsbahn veräußert.
Der ursprüngliche Eigentümer der Lokomotiven forderte deshalb von der Deutschen Bundesbahn als Rechtsnachfolgerin der Reichsbahn Ersatz des Schadens, der ihm durch den Verkauf der Lokomotiven entstanden war. Diese Ersatzpflicht bestritt die Bundesbahn und erhob weiterhin die Einrede der Verjährung.

## Rechtsfrage
Das Gericht hatte insbesondere zu entscheiden, ob ein Anspruch des Klägers auf die Regelungen zum Eigentümer-Besitzer-Verhältnis gestützt werden konnte, da sonstige Ansprüche bereits verjährt waren. Hierzu hätte die Reichsbahn kein Besitzrecht an den Lokomotiven haben dürfen und diese unredlich veräußern müssen. Da der Abtransport der Lokomotiven nach Essen im Interesse des Eigentümers lag, um sie vor der vorrückenden Roten Armee in Sicherheit zu bringen, werteten die Gerichte ihn aber als Geschäftsführung ohne Auftrag. Diese gewährt ein Besitzrecht und schließt eine Anwendung der Regelungen zum Eigentümer-Besitzer-Verhältnis grundsätzlich aus. Zu klären war daher, ob das sich aus der Geschäftsführung ohne Auftrag ergebende Besitzrecht noch bestand und falls nicht, ob die Reichsbahn bei der Veräußerung dann auch als unredlicher Besitzer handelte.

## Entscheidung
Landgericht und Oberlandesgericht hatten die Klage abgewiesen. Einer dagegen gerichteten Revision gab der Bundesgerichtshof jedoch statt. Zur Begründung entwickelte er die Rechtsfigur des Aufschwungexzesses als Erweiterung des Anwendungsbereiches der Regeln zum Eigentümer-Besitzer-Verhältnis. Diese Rechtsfigur hat zentrale Konsequenzen:
1. Ein Recht zum Besitz erlischt dann, wenn es nur zum Fremdbesitz berechtigt, der Besitzer sich jedoch wie ein Eigenbesitzer verhält. Dies ist etwa der Fall, wenn er eine ihm nicht gehörende Sache veräußert.
2. Diese Umwandlung von Fremdbesitz in Eigenbesitz ist als neuerliche Besitzbegründung anzusehen. Daher genügt nach § 990 Abs. 1 BGB, wenn der Besitzer sich nur grob fahrlässig für zum Eigenbesitz berechtigt hält. Er muss nicht positiv wissen, dass er nicht zum Besitz berechtigt ist.

Zur Begründung verwies das Gericht darauf, dass Fremd- und Eigenbesitz grundlegend verschieden seien.

## Wirkung
Die Entscheidung des Bundesgerichtshofes wurde und wird bis heute in der Rechtswissenschaft kontrovers beurteilt. Gegen sie wird vor allem eingewandt, dass sie den gesetzlichen Wertungen widerspreche und auf einer veralteten Besitzdogmatik beruhe. Andererseits wird ihr zugutegehalten, dass dem seinen Besitz Umwandelnden tatsächlich eine Reflexion über sein Besitzrecht zuzumuten sei.